# フランコ・ベルギー楽派
フランコ・ベルギー楽派（英: Franco-Belgian school、仏: l'école Franco-Belge）は、ヴァイオリンにおける演奏の流派の一つである。19世紀にシャルル＝オーギュスト・ド・ベリオによって創始され、主にフランスとベルギーを中心に発展した。フランコ・ベルギー派、フランス・ベルギー派とも呼ばれる。
主にヴァイオリンにおけるボウイングや弓の張り具合、ヴィブラートなどの部分で、他の流派、レオポルト・アウアーらの流れにあるロシア派やルイ・シュポーアらの流れにあるドイツ派などと異なる。右手の人差し指の第一・第二関節の間で弓を保持し（より浅く持つドイツ派と深く持つロシア派の中間）、指先や手首を生かして弓を操る傾向にある。リラックスした、レガートな音作りのため移弦を減らす運指を好み、一般にヴィブラートの使用には積極的である。
その源流はパリで人気を博したジョヴァンニ・バッティスタ・ヴィオッティと、その影響を受けたピエール・バイヨらパリ音楽院の教授たち（fr:École française de violon）にある。ヴィオッティやバイヨと縁があり、「パガニーニの技巧的な華やかさをパリの流儀の優雅さと小気味よさに当てはめた」とされるベリオは1842年からブリュッセル音楽院の教授職に就き、のちにユベール・レオナールやアンリ・ヴュータンがその地位を継いだ。

## 代表的な奏者
- シャルル＝オーギュスト・ド・ベリオ
- オヴィッド・ミュザン
- アンリ・ヴュータン
- ウジェーヌ・イザイ
- アルチュール・グリュミオー